# 3 a.C.
Il 3 a.C. (III a.C. in numeri romani) è un anno  del I secolo a.C.

## Eventi
- Maroboduo, re dei Marcomanni, organizza nell'odierna Boemia una confederazione di tribù germaniche con gli Ermunduri, i Longobardi, i Semnoni e i Vandali.
- Lucio Domizio Enobarbo, comandante dell'esercito romano in Germania, attraversa il fiume Elba, e costruisce i pontes longi ("ponti lunghi") sulle paludi tra il Reno e l'Ems.

## Nati
- 24 dicembre - Galba, imperatore romano († 69)